# Stadio Carlos Belmonte
Lo stadio Carlos Belmonte (in spagnolo Estadio Carlos Belmonte) è uno stadio di calcio di Albacete, città della Spagna. Si trova vicino al campus universitario dell'Università della Castilla-La Mancha e al parco tecnologico di Albacete e attualmente ospita le partite casalinghe dell'Albacete Balompié.

## Storia
Sin dalla sua fondazione, l'Albacete Balompié ha giocato in un campo nel quartiere del Paseo de la Cuba. Più tardi in un altro situato nel Parque de Abelardo Sánchez, che era sporco e aveva solo delle gradinate laterali in legno. A causa delle precarie condizioni di quest'ultimo, il Comune dovette insistere per accelerare gli sforzi per costruire un nuovo stadio.
L'architetto e sindaco di Albacete in quel periodo, Carlos Belmonte, costruì un campo di erba naturale, che comprendeva una pista di atletica. Lo stadio è stato costruito in tempi record: infatti i lavori iniziarono nel 1959 e l'inaugurazione ha avuto luogo nel settembre 1960. L'impianto sportivo era così in grado di ospitare 10.000 spettatori. Negli anni settanta furono installate le torri di illuminazione.
Nell'estate del 1991, dopo la promozione in Primera División del club cittadino, lo stadio subisce delle ulteriori modifiche in quanto era ritenuto troppo piccolo: così inizia l'espansione della tribuna dove si trovava lo speaker (da cui il nome attuale "Tribuna Segnalibro"). Con la ristrutturazione la capienza dello stadio arriva a 15.000 posti, 7.500 tra il primo settore e tribuna stampa e ulteriori 7.500 in piedi. Ma la retrocessione nella Liga Adelante ha reso la ristrutturazione dello stadio inutile per i regolamenti UEFA. Infine, nel giugno 1998, dopo diversi progetti proposti, il rimodellamento dello stadio costrinse a rimuovere il settore dei posti in piedi. Più tardi fu costruito uno spogliatoio nuovo sotto la curva nord. Per questo motivo, lo stadio ha ospitato quattro partite della nazionale spagnola di calcio. Attualmente la capacità totale è di 18.000 spettatori.